# 扇町 (横浜市)
扇町（おうぎちょう）は、神奈川県横浜市中区の町名。現行行政地名は扇町1丁目から扇町4丁目（字丁目）。住居表示未実施区域。

## 地理
中区の北西部に位置し、南西に長者町、南東に寿町、北東に翁町と接している。寿町を中心とし、周囲の扇町や松影町を含む約60,000m2ほどの地域を指して寿地区と呼ぶこともある。

## 歴史

### 沿革
- 1889年（明治22年）4月1日 - 市制施行により、横浜市扇町となる[6]。
- 1927年（昭和2年）10月1日 - 区制施行により中区誕生。横浜市中区扇町となる。同時に鶴見区・神奈川区・保土ケ谷区・磯子区が発足し、市内5区となる[7][8]。
- 1932年（昭和7年）1月1日 - 扇町の一部を長者町へ編入[9]。
- 1956年（昭和31年）8月17日 - 埋立地の一部を編入[10]。
- 1959年（昭和34年）1月 - 扇町公園の広場にて、国鉄根岸線着工修祓式および祝賀会を挙行[11]。
- 1967年（昭和42年）2月7日 - 扇町の一部を長者町へ編入、寿町、翁町の各一部と扇町の一部の境界を調整[12]。
- 1983年（昭和58年）11月24日 - 翁町の一部を編入[13]。

## 世帯数と人口
2025年（令和7年）6月30日現在（横浜市発表）の世帯数と人口は以下の通りである。
| 丁目      | 世帯数    | 人口    |
| --------- | --------- | ------- |
| 扇町1丁目 | 340世帯   | 461人   |
| 扇町2丁目 | 378世帯   | 678人   |
| 扇町3丁目 | 94世帯    | 97人    |
| 扇町4丁目 | 745世帯   | 813人   |
| 計        | 1,557世帯 | 2,049人 |

### 人口の変遷
国勢調査による人口の推移。
| 年                 | 人口  |
| ------------------ | ----- |
| 1995年（平成7年）  | 788   |
| 2000年（平成12年） | 1,146 |
| 2005年（平成17年） | 1,637 |
| 2010年（平成22年） | 1,758 |
| 2015年（平成27年） | 1,753 |
| 2020年（令和2年）  | 1,836 |

### 世帯数の変遷
国勢調査による世帯数の推移。
| 年                 | 世帯数 |
| ------------------ | ------ |
| 1995年（平成7年）  | 677    |
| 2000年（平成12年） | 929    |
| 2005年（平成17年） | 1,180  |
| 2010年（平成22年） | 1,229  |
| 2015年（平成27年） | 1,206  |
| 2020年（令和2年）  | 1,342  |

## 学区
市立小・中学校に通う場合、学区は以下の通りとなる（2024年11月時点）。
| 丁目      | 番地 | 小学校               | 中学校                 |
| --------- | ---- | -------------------- | ---------------------- |
| 扇町1丁目 | 全域 | 横浜市立南吉田小学校 | 横浜市立横浜吉田中学校 |
| 扇町2丁目 | 全域 | 横浜市立南吉田小学校 | 横浜市立横浜吉田中学校 |
| 扇町3丁目 | 全域 | 横浜市立南吉田小学校 | 横浜市立横浜吉田中学校 |
| 扇町4丁目 | 全域 | 横浜市立南吉田小学校 | 横浜市立横浜吉田中学校 |

## 事業所
2021年現在の経済センサス調査による事業所数と従業員数は以下の通りである。
| 丁目      | 事業所数  | 従業員数 |
| --------- | --------- | -------- |
| 扇町1丁目 | 40事業所  | 119人    |
| 扇町2丁目 | 59事業所  | 1,630人  |
| 扇町3丁目 | 45事業所  | 714人    |
| 扇町4丁目 | 18事業所  | 120人    |
| 計        | 162事業所 | 2,583人  |

### 事業者数の変遷
経済センサスによる事業所数の推移。
| 年                 | 事業者数 |
| ------------------ | -------- |
| 2016年（平成28年） | 127      |
| 2021年（令和3年）  | 162      |

### 従業員数の変遷
経済センサスによる従業員数の推移。
| 年                 | 従業員数 |
| ------------------ | -------- |
| 2016年（平成28年） | 2,208    |
| 2021年（令和3年）  | 2,583    |

## 施設
- ボートピア横浜
- フジテレビ横浜支局
- 扇町公園[23]

## その他

### 日本郵便
- 郵便番号：231-0027[3]（集配局：横浜港郵便局[24]）

### 警察
町内の警察の管轄区域は以下の通りである。
| 丁目      | 番・番地等 | 警察署         | 交番・駐在所 |
| --------- | ---------- | -------------- | ------------ |
| 扇町1丁目 | 全域       | 伊勢佐木警察署 | 寿町交番     |
| 扇町2丁目 | 全域       | 伊勢佐木警察署 | 寿町交番     |
| 扇町3丁目 | 全域       | 伊勢佐木警察署 | 寿町交番     |
| 扇町4丁目 | 全域       | 伊勢佐木警察署 | 寿町交番     |